# Zamożne
Zamożne (ukr. Заможне) – wieś na Ukrainie, w obwodzie winnickim, w rejonie barskim.